# Додунс, Ремберт
Ремберт Додунс (нидерл. Rembert Dodoens, или лат. Rembertus Dodonaeus, урождённый Rembert van Joenckema; 29 июня 1517 — 10 марта 1585) — южнонидерландский (фламандский) и северонидерландский ботаник, крупнейший европейский ботаник своего времени, врач, профессор медицины, доктор медицинских наук, а также географ и астроном.
В литературе на русском языке встречаются различные варианты написания фамилии учёного — Додунс, Додоэнс, Додоний, Додонеус, Додонс.

## Биография

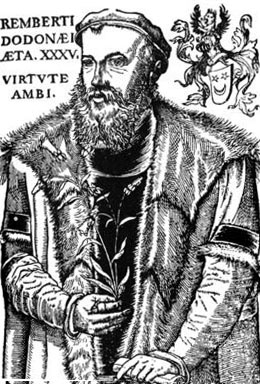
Ремберт Додунс

Ремберт Додунс родился в Мехелене, тогдашней столице принадлежащих Испанским Габсбургам Нидерландов, 29 июня 1517 года. Возможно также, что Ремберт Додунс родился в 1518 году. Фамилия его семьи — фризская по происхождению. Его отец, Денис ван Йоункема, лечил Маргариту Австрийскую, бывшую штатгальтером Испанских Нидерландов.
Додунс изучал медицину в разных европейских университетах. 9 августа 1530 года 13-летний Ремберт Додунс начал свои первые исследования медицины, географии и космографии в университете Лёвена. 10 сентября 1535 года Додунс получил учёную степень в области медицины. В 1538 году он стал доктором медицинских наук.
До 1546 года активно путешествовал по Европе, посетил Италию, Германию, Францию и Швейцарию. С 1548 года был врачом (первоначально одним из трёх муниципальных) в своем родном городе Мехелене, занимаясь в то же время астрономией, географией, но особенно ботаникой.
Додунс отказался от предложений стать преподавателем Лёвенского университета или придворным лекарем Филиппа II. Но уже с 1574 по 1579 год он был лейб-медиком императора Максимилиана II в Вене, а с 1582 года занимал кафедру на медицинском факультете в Лейдене, где был профессором медицины.
Додунс был одним из первых учёных, старавшихся освободить науку от оков схоластики и обратить её на изучение природы.
В своих сочинениях он дал подробные описания и рисунки туземных растений. Додунс пытался также улучшить классификацию растений, деля их на 6 групп.
В работе Ремберта Додунса Cruijdeboeck, которая в течение двух столетий служила классическим справочником по ботанике, одну из шести групп растений составляют грибы и классифицируются по различным признакам: форме, токсичности и сезону появления. Книга была переведена на французский Карлом Клузиусом (Histoire des Plantes, 1557), на английский Генри Литом (A new herbal, or historie of plants, 1578), на латынь (Stirpium historiae pemptades sex, 1583) — встречаются даже утверждения, что в то время это была самая переводимая книга после Библии.
Ремберт Додунс умер в Лейдене 10 марта 1585 года.

## Научные работы
- Herbarium. 1533.

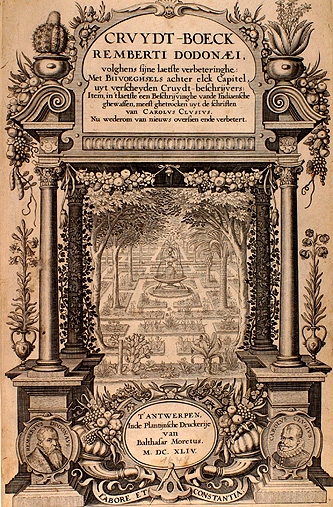
Титульный лист известной научной работы Ремберта Додунса Cruydt-Boeck (издание 1644 года)

- Cosmographica in astronomiam et geographiam isagoge. 1548.
- Den nieuwen herbarius, dat is dboeck van den cruyden. 1549[9].
- De frugum historia. 1552.
- Trium priorum de stirpium historia commentariorum imagines. 1553.
- Posteriorum trium de stirpium historia commentariorum imagines. 1554.
- Cruijdeboeck[9] (Cruydeboeck)[9][10][11]. 1554[9][10][11].
- Histoire des plantes. 1557[9].
- Frumentorum, leguminum, palustrium et aquatilium herbarum, ac eorum, quae eo pertinent, historia. ex officina Christophori Plantini. 1566[6].
- Florum, et coronariarum odoratarumque nonnullarum herbarum historia. 1568[6][9].
- Physiologices medicinae tabulae. 1580.
- Medicinalium observationum exempla rara. 1581.
- Stirpium historiae pemptades sex. 1583[6].
- A new herball, or historie of plants. 1597[9], 1619[16].
- Praxis medica. 1616.
- Ars medica, ofte ghenees-kunst. 1624.

## Признание

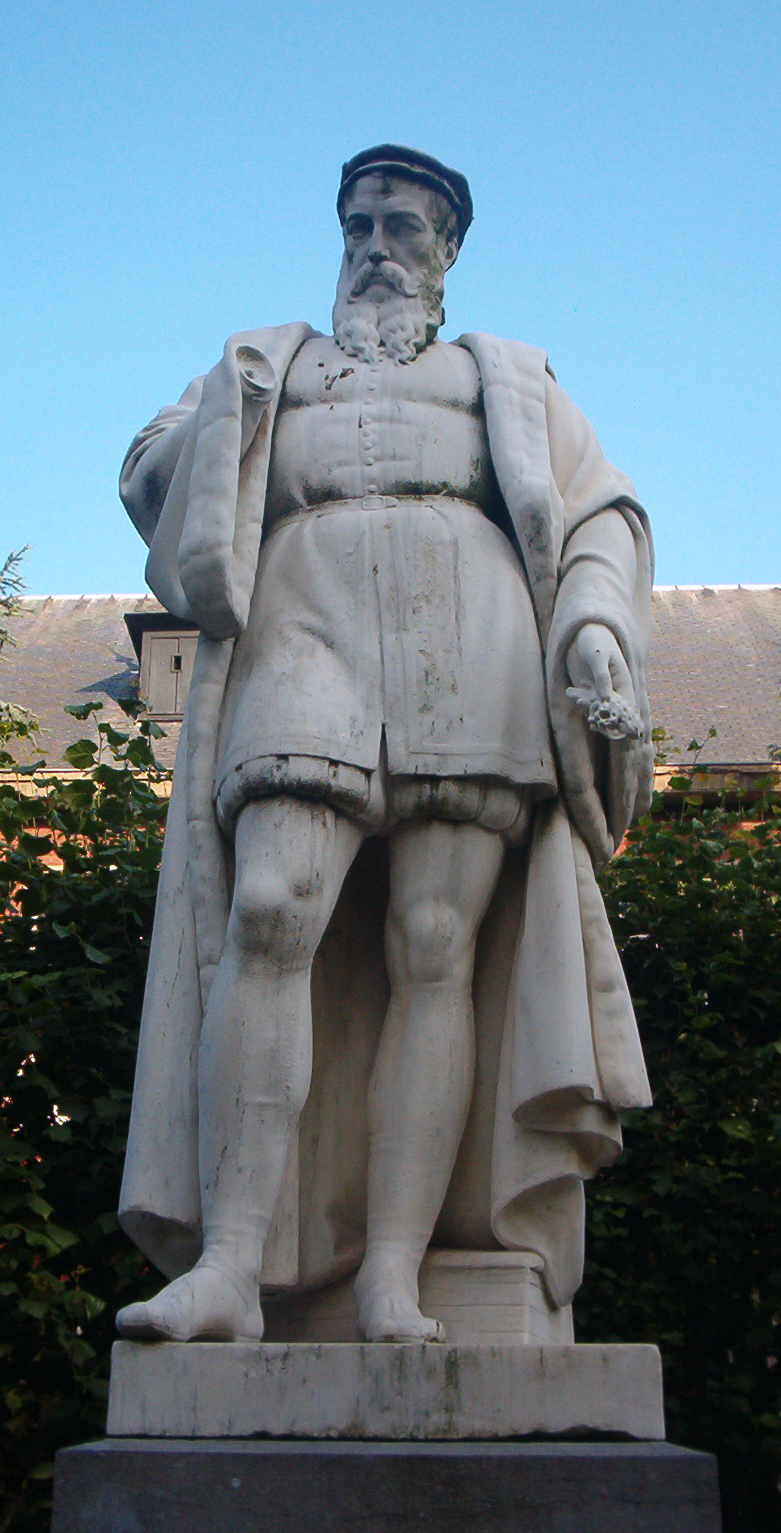
Статуя Ремберта Додунса в ботаническом саду Мехелена

В честь Ремберта Додунса был назван род растений Dodonaea Plum. ex Adans. и род растений Dodonaea Mill. ex L..
В его честь были также названы следующие виды растений:
- Ferulago dodonaei Kostel.[19]
- Phellandrium dodonaei Bubani[20]
- Smyrnium dodonaei Spreng.[21]
- Hypericum dodonaei Vill. ex Steud.[22]
- Pelargonium dodonaei Hoffmanns.[23]
- Chamaenerion dodonaei Schur ex Fuss[24]
- Chamerion dodonaei (Vill.) Holub[25]
- Epilobium dodonaei Vill.[26]

Додунс изображен на бельгийской почтовой марке 1942 года.